# Крупа (Минская область)
Крупа (бел. Крупа) — деревня в Березинском районе Минской области Беларуси. Входит в состав Березинского сельсовета.

## География
Деревня находится в восточной части Минской области, на левом берегу реки Уши, к западу от автодороги Н-8004, на расстоянии приблизительно 21 километра (по прямой) к северо-западу от города Березино, административного центра района. Абсолютная высота — 162 метра над уровнем моря. Площадь населённого пункта — 0,1358 км².

## История
В 1897 году входила в состав Игуменского уезда Минской губернии, насчитывалось 13 дворов и 81 житель.
По состоянию на 1909 год, в Крупе имелось 12 дворов и проживало 75 человек. В административном отношении деревня входила в состав Беличанской волости.
В 1930 году, в ходе проведения коллективизации, был образован колхоз «Красная Беларусь».
До 11 марта 1971 года входила в состав Ляжинского сельсовета. До 28 мая 2013 года в составе Ушанского сельсовета.

## Население
По данным переписи 2019 года, в деревне проживало 2 человека.
| Год  | Население, человек |
| ---- | ------------------ |
| 1897 | 81                 |
| 1909 | ↘ 75               |
| 1917 | ↘ 63               |
| 1960 | ↘ 48               |
| 2003 | ↘ 12               |
| 2008 | ↘ 9                |
| 2009 | ↘ 6                |
| 2019 | ↘ 2                |